# Trofeum łowieckie

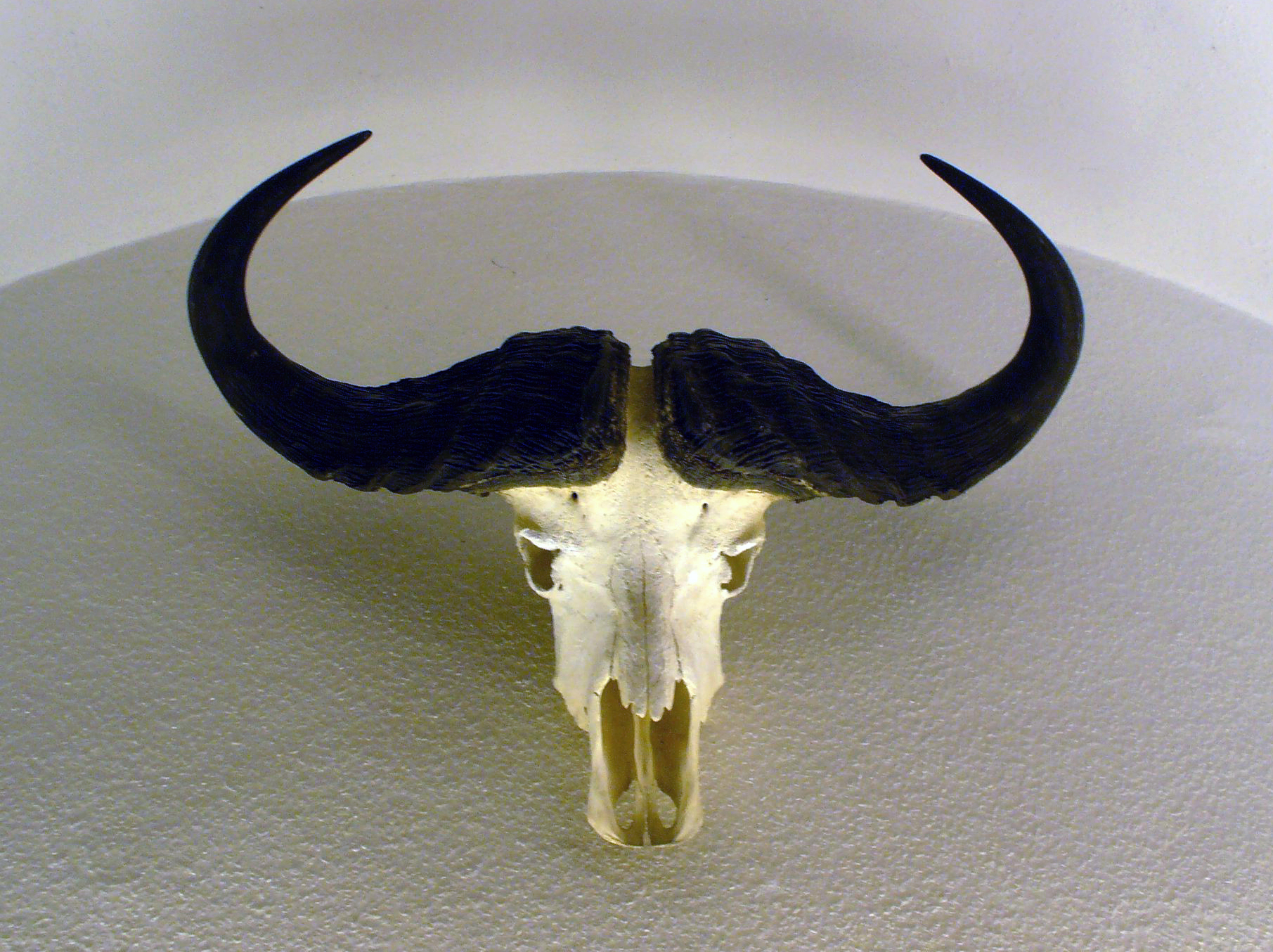
Rogi bawołu afrykańskiego (Syncerus caffer)

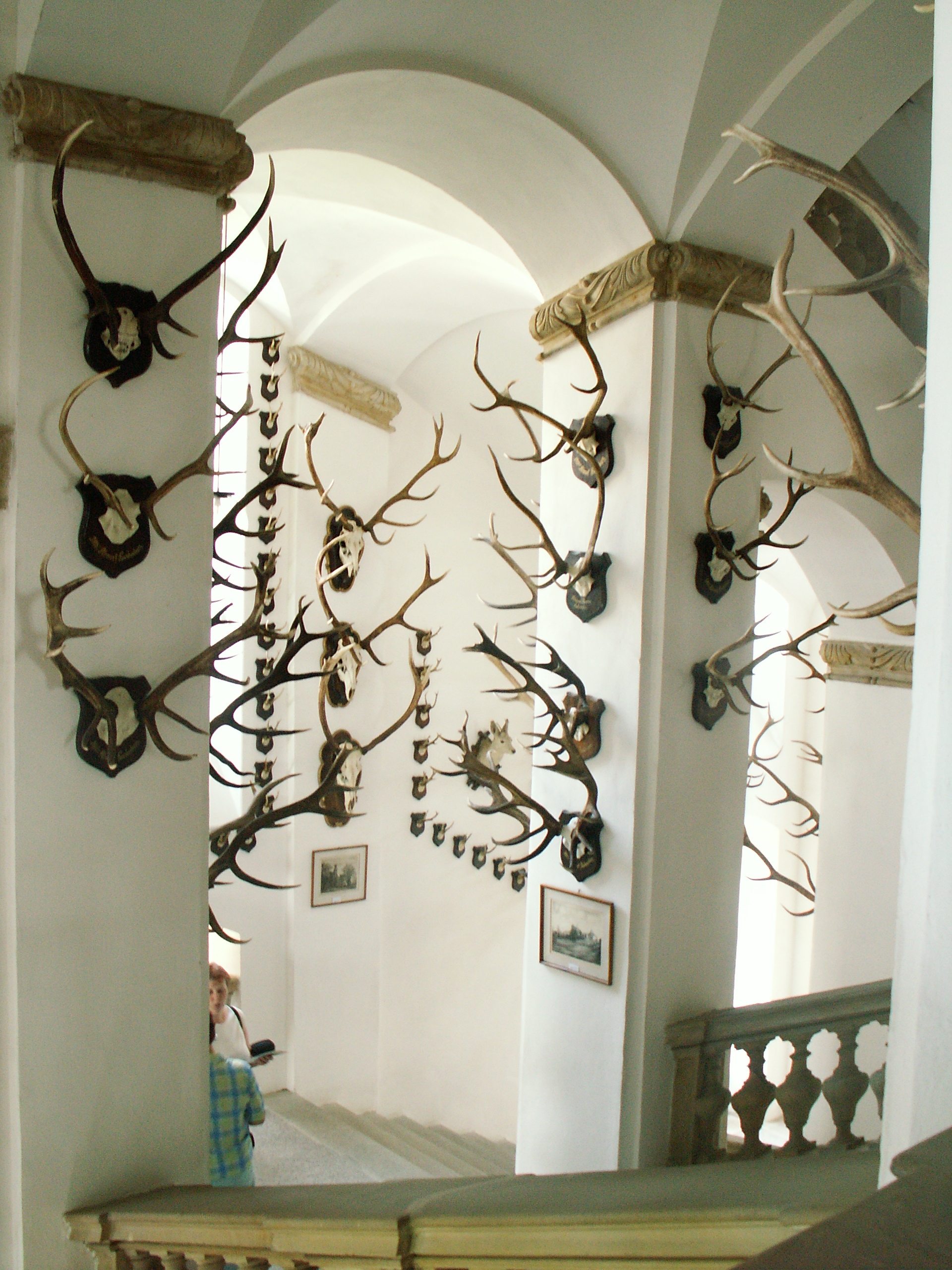
Kolekcja trofeów łowieckich

Trofeum łowieckie, trofeum myśliwskie – odpowiednio spreparowana, niejadalna część ciała upolowanego lub złowionego zwierzęcia, stanowiąca dla myśliwego lub dla wędkarza pamiątkę pomyślnego polowania lub połowu. Trofea pełnią również rolę dydaktyczno-badawczą. Za trofeum myśliwskie uważane są części ciała charakterystyczne dla danego gatunku wyróżniające się specyficznymi cechami, np. skóra, futro, pióra, urożenie (poroże lub rogi), czaszka, uzębienie i pazury.
Niektóre trofea podlegają obowiązkowi znakowania, wyceny (wstępnej i ostatecznej) oraz ewidencjonowania w Centralnym Rejestrze Trofeów. Rekordowe trofea łowieckie podlegają w Polsce ochronie prawnej – mogą być wywożone za granicę jedynie w celu eksponowania ich na wystawach specjalistycznych.
W polskim prawie łowieckim za trofea łowieckie podlegające wycenie przyjmuje się:
1. poroże łosia
2. poroże jelenia szlachetnego
3. poroże jelenia wschodniego
4. poroże daniela
5. poroże sarny
6. ślimy muflona
7. oręż dzika
8. czaszkę lisa
9. czaszkę jenota
10. czaszkę borsuka.